# Ганнибал (военачальник Ливийской войны)
Ганнибал — карфагенский военачальник III века до н. э., казнённый восставшими во время Ливийской войны.

## Биография
Отцом Ганнибала был Гасдрубал Паропосский, принимавший участие в годы Первой Пунической войны в боевых действиях на Сицилии. Возможно, как замечают французские исследователи Ж. и К. Пикары, Ганнибал находился в родственных отношениях с Баркидами.
Вскоре после окончания войны с Римом в 240 году до н. э. в Африке против Карфагена вспыхнуло масштабное выступление не получивших своё жалование наёмников и угнетаемых ливийцев. Между главными пунийскими военачальниками Гамилькаром и Ганноном существовала глубокая взаимная антипатия, мешавшая им вести скоординированные действия против восставших. Тогда карфагеняне постановили, что один из двух командиров должен покинуть свой пост. Этот выбор предоставили сделать самим воинам, и они оставили Гамилькара. По мнению С. Ланселя, Ж. и К. Пикаров, такие права делегировало солдатам само народное собрание, чья политическая роль возросла в это время. По оценке же Шифмана И. Ш., речь идёт о правительстве. В любом случае был создан опасный прецедент для будущего. В соратники Гамилькару и был определён Ганнибал. Они вместе с перешедшим на сторону пунийцев нумидийским вождём Наравасом смогли добиться, что восставшие сняли осаду с Карфагена и отошли от столицы.
После того как в 238 году до н. э. мятежники угодили в ловушку в ущелье Пилы, их начальники во главе со Спендием, Автаритом и Зарзасом оказались в плену у карфагенян. В это время Гасдрубал и Ганнибал после захвата ряда ливийских городов блокировали Тунет, где находился с другой частью восставших Матос. Ганнибал занял подходы к Тунету, ведущие из Карфагена. Здесь была произведена демонстрационная казнь путём распятия захваченных предводителей бунтовщиков. Однако Матосу и его соратникам удалось осуществить смелую вылазку и захватить проявивших «беспечность и излишнюю самоуверенность» Ганнибала и других знатных карфагенян. Гамилькар, располагавшийся на большом расстоянии, получил сообщение об этом слишком поздно, поэтому не смог оказать помощь. Тело Спендия было снято с креста, и на нём же после изощрённых мучений был распят сам Ганнибал. По замечанию Полибия, «судьба как бы нарочно поставила этих людей рядом, дабы доставить обоим противникам случай одному вслед за другим проявить чрезмерную месть». Вскоре после этого по решению членов Совета старейшин произошло вынужденное сближение Гасдрубала и Ганнона, сообща завершивших эту «непримиримую войну».